# Mona de Freitas
Mona de Freitas este o celebră infractoare din România.
Conform certificatului folosit la prima sa căsătorie, Mona de Freitas s-a născut la data de 19 aprilie 1951.
Numele de pe certificatul de naștere era Sotek, prenumele Monica-Georgeta, iar prenumele părinților - Nicu și Elena.
În 1967 a emigrat, împreună cu familia, în SUA.
În 1979 a venit în România având ca scop afacerile.
Cu acea ocazie a achiziționat cu valută, din Hotel Continental, mărfuri de circa 9.000 de dolari, achitându-le cu cecuri false, după care a părăsit țara.
Cazul a fost preluat de organele de miliție, fiind dați în urmărire prin intermediul Biroului Național Interpol.
După numai un an, Mona a revenit în România, unde s-a căsătorit cu cetățeanul Ernest Moizesch la data de 25 decembrie 1973.
A scăpat de urmărirea penală probabil datorită colaborării cu Securitatea.
Ulterior, Mona Moizesch a comis o serie de infracțiuni grave pe teritoriul mai multor state occidentale - în special falsuri bancare.
A fost dată în urmărire internațională prin Interpol.
Într-un raport pentru uz intern al autorităților din România, în aprilie 1987, se consemna că Monica Moizesch era urmărită de autoritățile austriece, pentru deturnare auto și escrocherie cu cărți de credit false, urmărită de Poliția din SUA în vederea arestării pentru o fraudă de circa 1.000.000 dolari în dauna unei firme din Los Angeles și urmărită de Poliția din RFG în vederea arestării pentru o fraudă de circa 200.000 mărci, comisă în dauna firmelor Deutsche Bank din Frankfurt, Diners Club Germany și Eurocard Germany.
Fraudele au fost comise în 1983 cu ajutorul unor cărți de credit false.
A fost condamnată de tribunalul din Los Angeles (California), SUA, la 5 ani închisoare pentru fraudă poștală, spionaj și transport de bunuri furate.
În aceeași cauză erau implicați și părinții săi, Nicu și Elena Sotek, sora sa, Drăgan Gabriela Dumitra, și cumnatul său, Drăgan Constantin, toți stabiliți în SUA.
În mai 1987, Mona Moizesch s-a căsătorit, Marea Britanie.
Pentru această nouă căsatorie, certificatul de naștere al Monei a suferit niște modificări.
Astfel, numele de Sotek a fost transformat în Socec, Bacău a devenit Buzău, luna aprilie a rămas neschimbată, ziua de 19 a devenit 9, iar anul 1951 s-a transformat în 1954.
Numele tatălui Monei a rămas neschimbat, dar numele mamei a fost modificat din Elena in Nutzy.
După decembrie 1989, Mona s-a reîntors în România pentru afaceri.
S-a asociat la 10 firme cu Gabriel Bivolaru - înregimentat, până în ianuarie 1990, ca sportiv la Clubul Steaua.
Numai la Banca Română pentru Dezvoltare (BRD) pagubele actualizate, produse de Mona și Gabriel Bivolaru, s-au ridicat la peste 300 de miliarde de lei vechi.
Au fost ajutați în ingineriile lor financiare de către Monica Plazzotta, funcționară BRD, care a dispărut în mod misterios(de fapt a stat cu ea în Irlanda câțiva ani, apoi a plecat în America, unde este și acum).
În cursul anului 1992, Mona de Freitas a semnat mai multe file cec fără acoperire în calitate de administrator la SC "BELONA" SRL și SC "UNION" SRL, prejudiciind Banca Română pentru Dezvoltare cu peste 40 de milioane de lei.
În anul 1997, cuplul Gabriel Bivolaru - Mona Freitas a devalizat o fabrică din orașul Țăndărei.
Cei doi au vândut, ilegal, pe bucăți, Secția Drojdie de Panificație din cadrul societății AGFD SA Țăndărei, prejudiciind statul cu peste 10 miliarde de lei vechi.
Activele societății au fost vândute cetățeanului britanic John Szepietowski(John a fost avocatul lor, ani de zile), iar terenul acestei societăți a fost vândut soților Mihaela Ene (sora lui Bivolaru) și Cornel Ene.
Începând cu mijlocul anilor 1990, Mona de Freitas s-a folosit pe rând de numele: Mona Bradley, Mona de Freitas, Mona Alton, Mona Otford și Mona Otley(si-a cumparat titlurile, astfel devenind “Mona de Freitas - Baroness of Otford and Canbury) .
Lângă acestea, a adăugat, de multe ori, și titlul de baroneasă.
În perioada comunistă, în anii 1980, Mona de Freitas poseda nu mai puțin de 5 pașapoarte, între care unul israelian și unul românesc, dar și acte de apatrid.
În ianuarie 1997, Parchetul General a emis mandat de arestare pentru Mona.
După câteva luni, mandatul a fost retras de către instanța supremă, pe baza unor certificate medicale emise de Bath Road Hospital din Anglia, în care se preciza că Mona de Freitas era pacienta acestui spital, unde se afla internată din 26 martie 1997, fără întrerupere, din cauza unui risc de avort.
În iulie 1998, mandatul emis pe numele Monei de Freitas a fost anulat de Curtea de Apel București.
În iunie 2004, magistrații Judecătoriei Sinaia și ai Tribunalului Prahova au decis că faptele pentru care de Mona de Freitas a fost anchetată și trimisă în judecată - înșelăciune în formă continuată și cu circumstanțe agravante - s-au prescris.